# طبیعت‌گردی

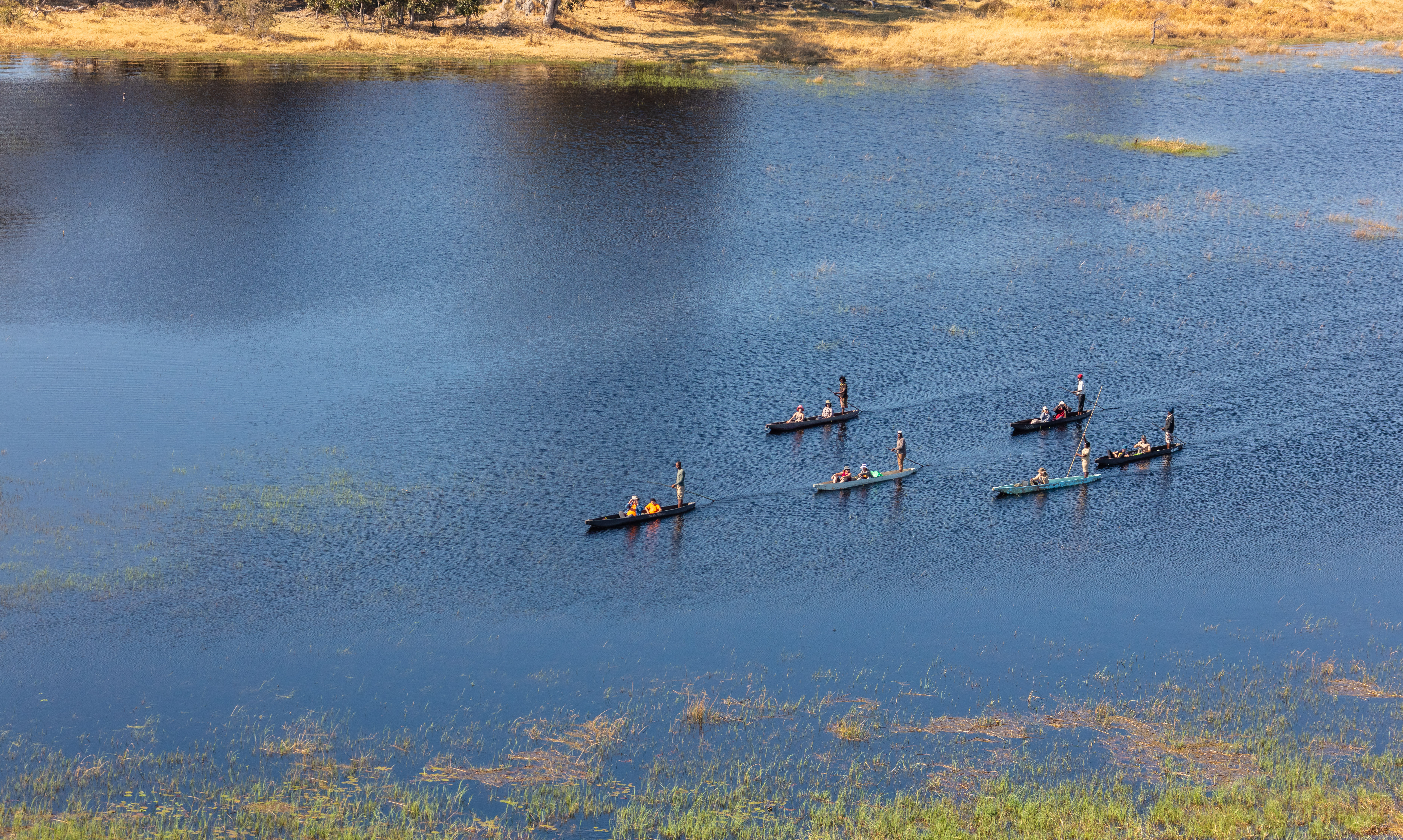
نگاره‌ای هوایی از دلتای اوکاوانگو در بوتسوانا. در تصویر، طبیعت‌گردان نشسته بر قایق‌های افراد محلی دیده می‌شوند.

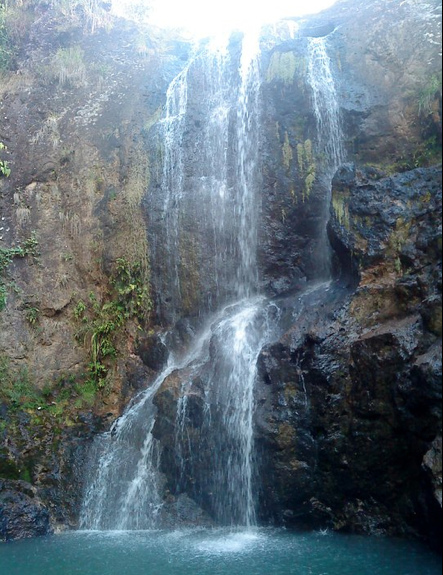

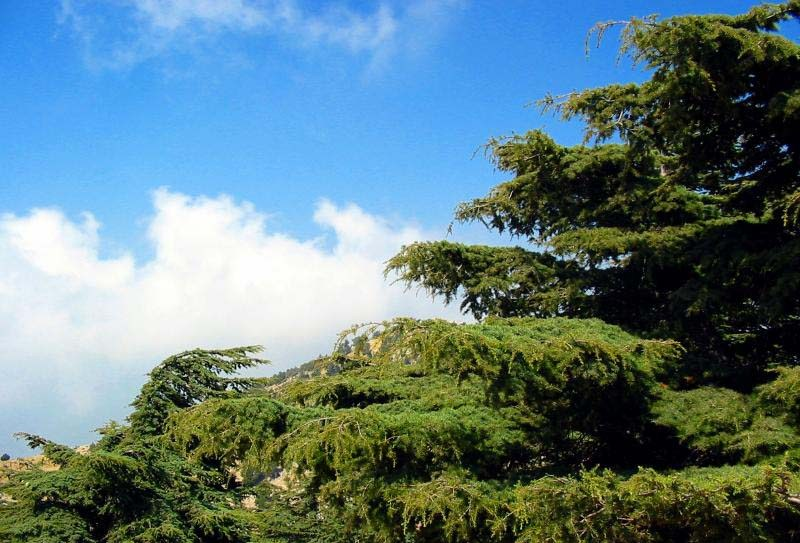

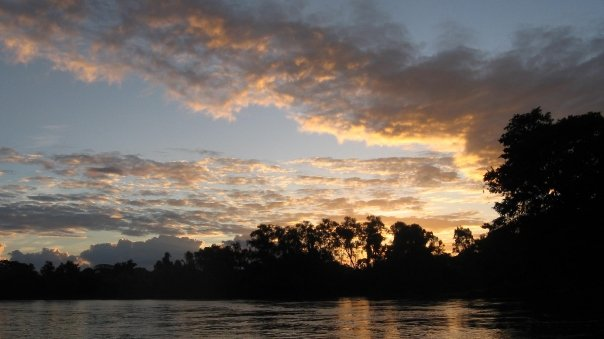

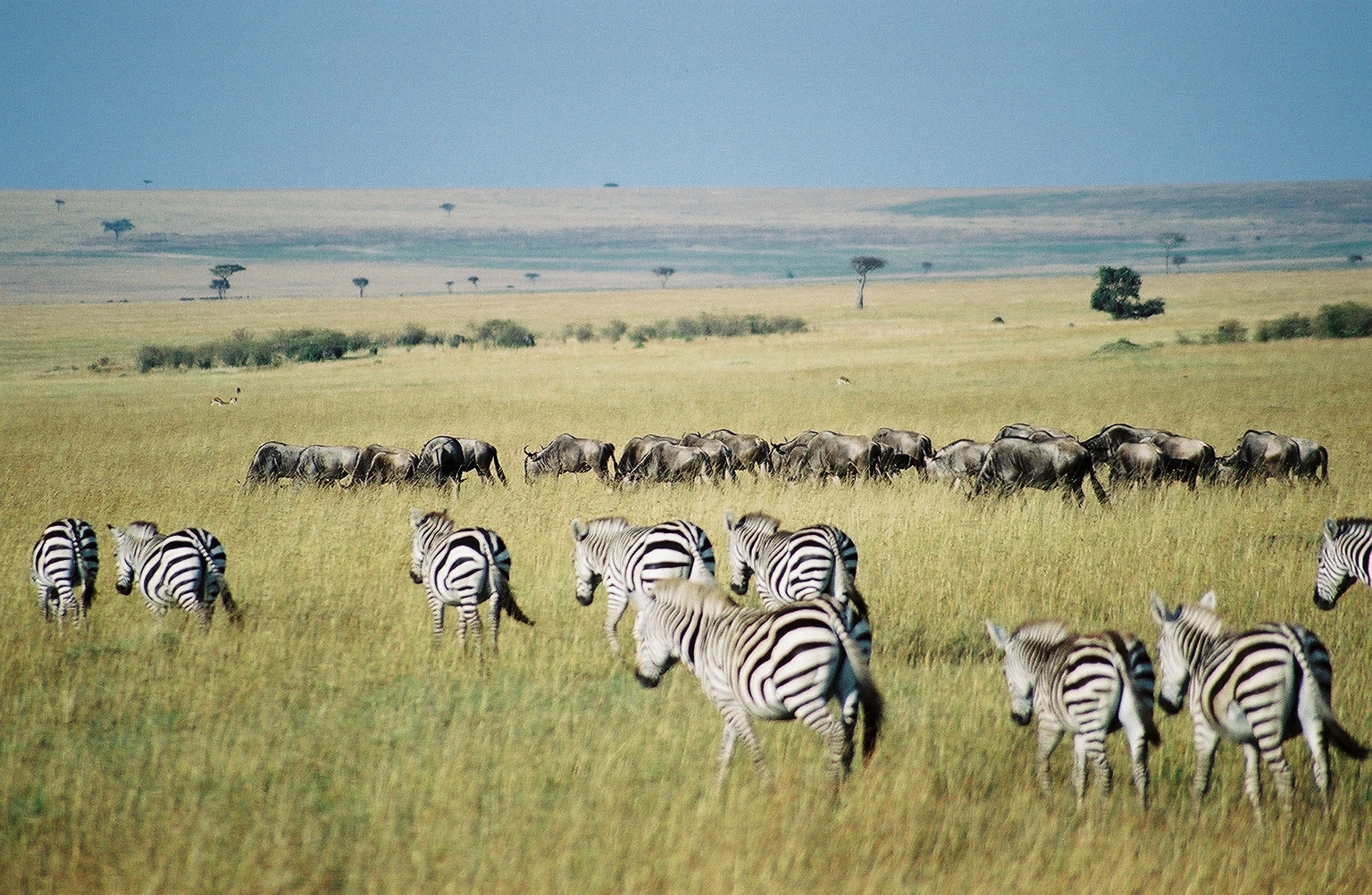

طبیعت‌گردی یا بوم‌گردشگری یا اکوتوریسم گونه‌ای از گردشگری است که در آن گردشگران برای دیدار از مناطق طبیعی نامسکون و دست‌نخوردهٔ جهان سفر می‌کنند و به تماشای گیاهان و پرندگان و ماهی‌ها و دیگر جانوران می‌پردازند. 

خانه‌های روستایی آستارا

 البته در بوم گردشگری صرفاً دیدار مطرح نیست بلکه آموزش محیط زیست و نفع‌رسانی به جوامع محلی و غیره ضروری و واجب است.
اصطلاح «بوم گردی» اخیرا رواج پیدا کرده است و منظور از آن، سفر به مناطق محلی و اقامت در اقامتگاه‌های روستایی و محلی می‌باشد.
به این‌گونه از گردشگران که به دیدار از بوم سامانه و طبیعت زنده می‌پردازند، نام اکوتوریست یا بوم گردشگر داده شده‌است. بسیاری از کشورها بخش هنگفتی از درآمد خود را از بوم گردشگران خارجی تأمین می‌کنند. در ایران توسط فرهنگستان معادل طبیعت‌گردی نام‌گذاری شده‌است که با توجه به ظهور زمین‌گردی در چند دههٔ اخیر در ایران و جهان این واژه با معادل‌سازی طبیعت‌گردی صحیح نخواهد بود و بهتر است اکوتوریسم را معادل بوم گردشگری نامید.

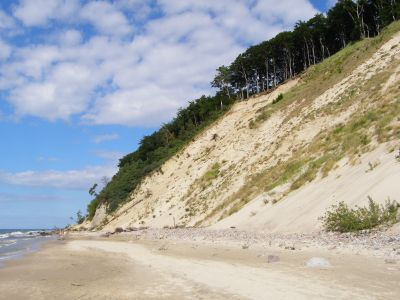

به عبارت دیگر معادل فارسی «طبیعت‌گردی» هر نوع گردشگری در طبیعت است و لزوما اکوتوریسم نیست. در طبیعت‌گردی طبیعت برای استفادۀ انسان آماده و تجهیز می‌شود ولی در اکوتوریسم انسان خود را برای حضور صحیح و خردمندانه در طبیعت آماده می‌سازد.
از آن جا که چالش‌های گسترده صنعت گردشگری حتی در شاخه اکوتوریسم خصوصا در دو دهه گذشته عمدتاً حاصل نبود دیدگاه ترکیبی اقتصادی- اجتماعی و محیط‌زیستی است. پژوهش امیرعلی برومند و آزاده کریمی (1400) با عنوان «بازمفهوم پردازی الگوی اکوتوریسم پایدار مبتنی بر مشارکت مردمی» با هدف واکاوی ادبیات پژوهشی اکوتوریسم و ارائه شمایی یکپارچه از مفهوم اکوتوریسم مشارکتی انجام شده است. در این تحقیق پس از استخراج و واکاوی مفاهیم بنیادین بر پایه تحلیل‌ها، دستاوردها و تجارب ملی و بین‌المللی، "اکوتوریسم مشارکتی" با توجه به اهداف ترسیمی در اسناد و کنوانسیون‌های جهانی و در قالبی کاربردی، بازمفهوم‌پردازی گردیده و در نهایت جهت تبیین جامع‌تر مفاهیم موجود، الگوی مفهومی اکوتوریسم مشارکتی ترسیم و در حوزه‌های بنیادین آن راهکارهایی ارائه شده است. در الگوی اکوتوریسم مشارکتی پیشنهاد شده، بخش های مدیریت، برنامه‌‌ریزی، آموزش و پژوهش، و مشارکت تمام ذی‌نفعان خصوصا مردم بومی در جوامع مقصد به عنوان بخش‌های مورد نیاز به دستیابی به اکوتوریسم پایدار شناخته شدند. به طور کلی الگوی ارائه شده نشان می‌دهد که اگر اکوتوریسم مشارکتی در معنای واقعی خود محقق شود، می‌تواند به عنوان سفری کم‌کربن و دوستدار طبیعت مطابق با اهداف کلان ترسیمی در اصول هفده‌گانه توسعه پایدار موجب پایداری بهره‌مندی از خدمات اکوسیستمی، رفاه جوامع بومی و رضایت حداکثری اکوتوریست‌ها گردد.

## تعاریف

گردشگران در تپه‌های بیابانی منطقه مرنجاب کاشان

اصلی‌ترین فعالیت بوم گردشگری بر پایهٔ طبیعت زنده می‌باشد که بنا به تعریف سفری است مسئولانه به مناطقی طبیعی که حافظ محیط زیست بوده و باعث بهبود کیفیت زندگی مردم محلی گردد.
طبیعت‌گردی حداقل آسیب را به طبیعت و فرهنگ منطقه وارد می‌کند.
به تعریفی دیگر، اکوتوریسم یا بوم گردشگری نوعی از گردشگری است که ریشه‌های آن به طبیعت و محیط‌های باز گسترش یافته‌است. نخستین مسافرانی که حدود نیم قرن پیش سرنگیتی در آفریقا را بازدید کردند، یا ماجراجویانی که در هیمالیا کوه‌پیمایی کردند را می‌توان نخستین اکوتوریسم‌ها برشمرد.
انجمن بین‌المللی اکوتوریسم (TIES) نیز در تعریف اکوتوریسم می‌گوید: «بوم گردشگری سفری مسئولانه به مناطق طبیعی است که در آن محیط زیست حفظ و بر رفاه مردم محلی تأکید شود.»
اکوتوریسم و کوهنوردی ورزشی است نشاط‌انگیز، سالم و انسان‌ساز که از ادوار بسیار قدیم، مورد توجه نیاکان ما بوده و ریشه در تاریخ دارد. عشق به ماجراجویی و رویت آثار بدیع طبیعت زنده همواره انسان را وادار به سیر در طبیعت و بازدید از جاذبه‌های حیرت‌انگیز می‌کند.

## تاریخچه
پیرامون واژهٔ اکوتوریسم و سابقهٔ کاربرد آن اظهارنظرهای متفاوتی صورت گرفته‌است. برخی صاحب‌نظران سابقهٔ کاربرد چنین واژه‌ای را در اواخر دهه ۱۹۸۰ ذکر کرده‌اند. اما در تمام متون مرتبط Ceballos-Lascurain به عنوان نخستین کسی آمده‌است که این واژه را به کار برده‌است. برابر تعریف او، بوم گردشگری مسافرتی است که به منظور مطالعه، تحسین، ستایش و کسب لذت از سیمای طبیعی و مشاهدهٔ گیاهان و جانوران و آشنایی با ویژگی‌های فرهنگی جوامع محلی در گذشته و حال صورت می‌گیرد.
برخی سابقهٔ اکوتوریسم را به زمانی دورتر و به Hetzer نسبت می‌دهند؛ و معتقدند که او این واژه را در دهه ۱۹۶۰ برای تشریح روابط متقابل گردشگری، محیط زیست و ویژگی‌های فرهنگی، استفاده کرده‌است.
به اعتقاد Hetzer، مفهوم بوم گردشگری در واکنش به رویه‌های نامناسب و منفی توسعه و نادیده گرفتن ملاحظات زیست‌محیطی، شکل گرفته‌است؛ و سابقه آن به اواخر دهه ۶۰، یعنی زمانی که کارشناسان نسبت به برداشت بی‌رویه از منابع نگران بودند، بازمی‌گردد.

## گونه‌های مختلف
گونه‌های مختلف بوم گردشگری عبارتند از پرنده نگری ، گردش آبی و ساحلی، کوهنوردی، غارنوردی، بیابان‌گردی، دامنه‌نوردی، مردم‌شناسی، طبیعت‌درمانی،
با تاکید بر طبیعت جاندار گیاهی و جانواری؛«با اینکه زمین گردشگری گونه مستقلی از صنعت گردشگری است و زیرشاخه بوم گردشگری محسوب نمی‌شود اما در مواردی جاذبه‌های بوم گردشگری با زمین‌گردشگری در تداخل‌اند ولی در فعالیت‌های اکوتوریسمی، آموزش همگانی زمین‌شناسی و ژئومورفولوژی مورد نظر نمی‌باشد و از این رو توجه خاص به طبیعت زنده و جاذبه‌های آن است».

## رشد صنعت
امروزه بوم گردشگری با نام اسبق و نادرست طبیعت‌گردی در میان گونه‌های مختلف گردشگری از جایگاه ویژه و رشد قابل توجّهی برخوردار است و در بیست‌سالهٔ اخیر شاهد گسترش سریع فعالیت‌های بوم گردشگری یا اکوتوریسم در سراسر جهان بوده‌ایم و انتظار می‌رود بر شدت این گسترش نیز افزوده شود.
به لحاظ تأثیر بالقوهٔ زیادی که اکوتوریسم در زمینهٔ محافظت از محیط طبیعی و در اقتصاد بسیاری از کشورها دارد، سازمان ملل متحد تصمیم گرفت که سال ۲۰۰۲ میلادی را به عنوان سال بین‌المللی اکوتوریسم اعلام کند و کمیسیون توسعه پایدار این سازمان (UNEP) و سازمان جهانی گردشگری را موظف به انجام فعالیت‌هایی در این سال ساخت. هدف از این کار، مرور مجدد تجربیات گذشته در زمینهٔ بوم گردشگری، تشخیص و ترویج انواع اکوتوریسم که در آن‌ها از اکوسیستم‌های در معرض خطر حفاظت می‌شود، تقسیم فواید حاصل از فعالیت‌ها با جوامع محلی و احترام به فرهنگ‌های بومی است.
طبق برآورد سازمان جهانی کشاورزی نیز، رشد بوم گردشگری در دههٔ حاضر ۱۰ تا ۳۰ درصد خواهد بود. در وضع موجود شمار طبیعت گردان ۷ درصد کلّ مسافران جهان است که پیش‌بینی می‌شود در دههٔ آینده این رقم به ۲۰ درصد برسد؛ بنابراین اکوتوریسم از آینده‌ای پررونق و درخشان برخوردار است که مزایای فراوانی برای جهانیان دارد.
محیط ارزش ذاتی دارد و این ارزش مهم‌تر از آن است که دارایی صنعت گردشگری محسوب شود. نباید منافع بلندمدت و حفاظت از محیط را فدای ملاحظات کوتاه‌مدت کرد. همانطوری‌که در اصل ۳ بیانیه ریو آمده‌است «حق توسعه باید به نحوی اعمال شود که تساویً نیازهای نسل کنونی و نسل‌های آینده را در زمینه توسعه و حفظ محیط زیست برآورده سازد». از این رو گردشگری پایدار باید با سیاست مشخص و مدونی به اجرا در آید تا بتواند حرکت امیدبخشی را در توسعه همه‌جانبه فضاهای جغرافیایی تضمین کند. گردشگری پایدار برای کارایی بالاتر در این زمینه دارای اصولی می‌باشد که هماهنگ‌کننده
اهداف و راهکارهای عملی می‌باشد.

## صنعت بوم گردشگری ایران
هنوز در ایران صنعت اکوتوریسم وجود ندارد. بسیاری از شرق‌شناسان و جغرافی‌دانان برجسته جهان، تمدن ایرانی را حاصل انطباق بسیار هوشمندانه با طبیعت چندگانه فلات ایران دانسته‌اند. بسیاری از آداب و رسوم نواحی بومی کشور بخشی از توانمندی صنعت توریسم ایران به‌شمار می‌آید. واقعیت این است که در گوشه و کنار ایران همه ساله بسیاری از آیین‌ها برپا داشته می‌شود که حضور در آن‌ها در یافتن راز و رمز آن‌ها آرزوی بسیاری از علاقه‌مندان به سیر و سیاحت است، شناسایی این آداب و رسوم این فرصت را فراهم می‌آورد که برای برگزاری تورهای اکوتوریسمی به مضاعف‌سازی جاذبه‌ها پرداخته و شمار متقاضیان آن را افزایش دهند.
برگزاری گسترده تورهای طبیعت‌گردی در ایران از حدود سال ۱۳۸۶ آغاز شد و رفته رفته همراه با استقبال ایرانیان از این سفرها تعداد برگزار کنندگان این شاخه از صنعت گردشگری نیز افزایش یافت.

## هواشناسی و طبیعت‌گردی
شاخه‌ای از دانش هواشناسی است که به تازگی شکل گرفته و به زبان ساده به معرفی پدیده‌های هواشناسی در خردمقیاس و میان‌مقیاس به کوهنوردان و طبیعت گردان می‌پردازد.
نخستین کتاب در این باره به نام هواشناسی و طبیعت‌گردی در سال ۱۳۹۲ توسط جعفر سپهری، استاد هواشناسی کوهستان به چاپ رسید.

## قلق های طبیعت گردی

##### به درخت ها تکیه ندهید
وسط جنگل نوردی‌ تان اگر خسته شدید و خواستید استراحت کنید حتما باید حواس‌تان باشد که نباید به درخت‌ها تکیه داد. برای عکس گرفتن هم همینطور. کلا به درخت‌ها تکیه ندهید. خیلی از شاخه‌ها خشک و کهنه‌اند و یک‌دفعه ممکن است کار دست‌تان بدهند.
اگر تنه درخت فرسوده باشد یکدفعه می‌شکند و زیر درخت گرفتار می‌شوید.حتماً حواس‌تان باشد که به هیچ وجه به ساقه‌های سست و پوسیده تکیه ندهید. از زیر شاخه‌های خشکی که ممکن است روی سرتان بیفتند هم رد نشوید.

#### قبل از جنگل نوردی به فکر کرم و لوسین دورکننده حشرات باشید
بگذارید راحت‌تان کنم؛ اگر کرم و لوسیون دورکننده حشرات نخریدید جاده را برگردید تا به اولین داروخانه برسید. بعید است که پشه‌ها و بقیه حشرات جنگل، خیلی با مهمان‌نوازی با شما رفتار کنند.
نیش و گزش همین حشره‌ها ممکن است هزار درد و بلا به جان نازنین شما وارد کند. در ضمن خیلی حواس‌تان باشد که موقع راه رفتن زیر پایتان خزنده‌ای را له نکنید خزنده ها معمولا واکنش خوبی به این حرکت نشان نمی‌دهند.

#### بدون آب خوردن راهی طبیعت گردی نشوید
حتی برای یک پیاده‌روی چندساعته در جنگل هم با خودتان قمقمه آب ببرید،روی آب چشمه‌ها و برکه‌های جنگل حساب باز نکنید.

#### شب حتما آتشی کوچک به راه بیندازید
اگر جنگل نوردی تان طولانی بود و شب ماندنی شدید،حتما آتش روشن کنید تا حیوانات به شما نزدیک نشوند و حتما آن را خاموش کنید.

#### شب‌ها بدون سرپناه نخوابید
اگر شب قصد خواب در جنگل را دارید در چادر مسافرتی‌تان بخوابید تا درختی بروی شما سقوط نکند و از حیوانات تا حدی ایمن باشید.

#### زیرانداز و چادرتان حتما عایق باشد
نکته دیگری که درمورد چادر مسافرتی مناسب اقامت در جنگل باید حواستان باشد این است که چادر را طوری انتخاب کنید که ورودی‌ش خوب بسته شود و آب و حشرات وارد نشوند.
کنار چادرتان حتما آتش روشن کنید، پس حواستان باشد که چادری که با خود به جنکل می‌بریددر برابر آتش هم مقاومت داشته باشد.

#### زیادی کوله‌تان را سنگین نکنید
کوله شما نباید بیش از اندازه سنگین شود ثانیا وسایل را جوری بچینید که به کمر و عضله‌های شما خیلی فشار وارد نشود.
رعایت نکردن همین نکته ساده می‌تواند آسیب‌های دائمی و جبران ناپذیری به بدن شما وارد کند از طرفی می‌تواند باعث شود زمین بخورید و به شدت صدمه ببینید
حتما وسایل کمک‌های اولیه از قبیل چسب ضد حساسیت، چسب زخم، مواد ضد عفونی کننده و شست و شوی زخم، داروهای اولیه، مسکن و … به همراه ببرید.

#### لباس‌های گرم را از قلم نیندازید
در سفر و کمپینگ جنگلی و طبیعت گردی حتما لباس و وسایل خواب گرم با خود داشته باشید. به خصوص موقع خواب از کلاه گرم استفاده کنید، این کار علاوه بر این که سر شما را گرم نگه می‌دارد می‌تواند از شما در برابر حشراتی که موهای شما را جای امن و راحتی برای لانه گزینی می‌دانند حفاظت کند.
اگر برای محافظت از سرما می‌خواهید به آتش اتکا کنید باید بگوییم که به خاطر احتمال خاموش شدن آتش و حتی به خاطر احتمال انتشارش تصمیم خوبی نگرفته‌اید.